# Kanton Tonnay-Boutonne
Kanton Tonnay-Boutonne (fr. Canton de Tonnay-Boutonne) je francouzský kanton v departementu Charente-Maritime v regionu Poitou-Charentes. Skládá se z 11 obcí.

## Obce kantonu
- Annezay
- Chantemerle-sur-la-Soie
- Chervettes
- Nachamps
- Puy-du-Lac
- Puyrolland
- Saint-Crépin
- Saint-Laurent-de-la-Barrière
- Saint-Loup
- Tonnay-Boutonne
- Torxé